# NGC 6518
NGC 6518 ist eine kompakte elliptische Galaxie vom Hubble-Typ E im Sternbild Herkules am Nordsternhimmel. Sie ist schätzungsweise 309 Millionen Lichtjahre von der Milchstraße entfernt und hat einen Durchmesser von etwa 35.000 Lichtjahren.
Das Objekt wurde am 18. Juni 1884 von Édouard Stephan entdeckt.